# Płaca nominalna
Płaca nominalna – wartość łącznego wynagrodzenia otrzymywanego przez pracownika w określonym czasie (najczęściej miesięcznym). Na wysokość uzyskiwanej płacy nominalnej ma wpływ wiele czynników, a wśród nich między innymi:
- Regulacje prawne określające wysokość ustawowej płacy minimalnej.
- Wymagania umysłowe, psychiczne i fizyczne, jakie musi spełnić pracownik wykonujący daną pracę.
- Efekty pracy (ile pracy zostało wykonane i jakiej jakości są efekty pracy).
- Sytuacja na rynku pracy (popyt i podaż pracy).
- Relacje wynagrodzeń między porównywalnymi stanowiskami.
- Koniunktura gospodarcza.
- Strategia przedsiębiorstwa.
- Możliwości finansowe przedsiębiorstwa.

Sama zmiana wysokości płacy nominalnej nie daje wystarczających podstaw do oceny, czy sytuacja pracownika poprawiła się, czy pogorszyła. Może okazać się, że wzrost wynagrodzeń nominalnych jest mniejszy od inflacji – a to będzie oznaczało, że za wyższą pensję pracownik kupi mniej towarów i usług niż przed podwyżką. Aby właściwie ocenić wpływ zmiany wynagrodzeń na możliwości nabywcze pracowników należy posługiwać się płacą realną.